# Cryptocarya iridescens
Cryptocarya iridescens är en lagerväxtart som beskrevs av André Joseph Guillaume Henri Kostermans. Cryptocarya iridescens ingår i släktet Cryptocarya och familjen lagerväxter. Inga underarter finns listade i Catalogue of Life.